# 정재륜
정재륜(鄭載崙, 1648년 ~ 1723년 음력 2월 8일)은 조선 후기의 문신이다. 효종의 다섯째 딸인 숙정공주와 혼인하여 동평위(東平尉)에 봉해졌다.

## 생애
본관은 동래(東萊)이며, 효종과 현종 대에 영의정이었던 정태화와 어머니 여흥 민씨의 다섯째 아들로 태어났다.
1656년(효종 6년), 효종의 다섯째 딸인 숙정공주와의 혼인이 결정되었고 동평위(東平尉)에 봉해졌다. 다음해인 1657년(효종 7년) 12월 가례를 올렸다. 혼례 후 4년간 궁중에서 지내다가 1661년(현종 2년) 7월 출합하였다. 숙정공주와의 사이에서 3남 2녀를 두었으나 1남 1녀만이 성장하였다.
1662년(현종 3년)에는 아내 숙정공주가 언니인 숙안공주와 함께 황해도 신천, 재령, 평산 등지에 있던 민간인 소유의 땅을 불법으로 갈취하여 백성들의 원성을 샀다.
1666년(현종 7년) 3월, 현종이 온양온천에 행차할 때 배행하였다. 같은해 12월 동서인 익평위 홍득기와 함께 탄핵되었다. 홍득기와 정재륜의 가노, 포수 등이 국경을 넘어 사냥한 일로 처벌된지 얼마 되지 않았음에도 불구하고 함경도 등지에서 사냥을 하여 피물을 싣고 돌아오다 붙잡히는 일이 발생하였기 때문이다.
 
"북변에 사건이 발생하는 것은 대부분 삼(蔘)과 사냥 때문입니다.
 지난번에 동평위(東平尉) 정재륜(鄭載崙)의 가노(家奴)가
 국경을 넘어 사냥한 일에 대해 이제 막 처벌되었는데,
 지금 들으니 익평(益平) · 동평(東平) 두 궁의 궁노와 포수 4명이
 삼수, 갑산 등지에 들어가 사냥을 하여 피물(皮物)을 많이 싣고
 사잇길로 몰래 돌아오다가 감사에게 발각되어 현재 안변(安邊)에 잡혀 있다 합니다.
 그중에는 병조의 공문을 가진 자도 있었는데, 그 공문에 이르기를
 ‘포수 아무개 등이 지나는 곳의 각 관아는 금지하지 말라.’ 고 하였습니다.
 홍득기(洪得箕, 숙안공주의 남편)와 정재륜 등이 가노를 들여보내
 변방의 금지령을 함부로 범하여 백성들이 본받게 한 것만도 이미 매우 놀라운데,
 병조에서 금지하지 말라는 공문을 작성해 주었으니 역시 매우 불가한 일입니다.
 이러한데도 그냥 놔두면 뒤폐단을 막기가 어렵습니다.
 홍득기 · 정재륜 및 병조의 당해 당상을 파직하도록 명하소서."
하니, 왕이 우선 추고만 하라고 명하였다.— 《현종실록》 13권,
현종 7년(1666년 청 강희(康熙) 5년) 12월 5일 (신해)

1668년(현종 9년), 숙정공주가 유질을 앓자 현종은 어의 5명을 보내 치료하게 했으나 얼마 버티지 못하고 5월 5일 사망했다.
숙정공주 사후 정재륜은 아들 정효선 마저 죽자, 문종의 사위인 반성위 강자순과 세조의 사위인 하성위 정현조가 아내가 죽은 후에 재혼한 사례를 언급하며 숙종에게 다시 장가가기를 청하였다. 숙종은 처음에는 이를 허락하였으나 사헌부의 대신들이 불가함을 아뢰자, 정재륜의 재혼을 허락하지 않았다.
 
동평위(東平尉) 정재륜이 공주(숙정공주)가 죽고 자식이 일찍 죽었음을 이유로 상소하여,
반성위(班城尉) 강자순(姜子順)과 하성위(河城尉) 정현조(鄭顯祖)의 예(例)를 끌어대어
다시 장가들도록 해달라고 빌고,
또 선왕(현종)이 맹만택(孟萬澤)의 위호(尉號)를 보존하고 그로 하여금 장가들게 한 뜻을
의빈(儀賓, 임금의 사위)이 두 번 장가들게 하는 증거로 삼으려고 끌어대자,
임금이 답하기를,
  "선왕의 하교 및 강자순 · 정현조 두 사람의 일은 틀림 없을 뿐 아니라,
   두 번 장가들게 하는 분명한 증거가 되기에 충분하다.
   그래서 특별히 후처(後妻)를 맞아들이려는 청을 허락하여 이미 끊어진 후사를 잇도록 하라."
하였는데, 대신이 그 불가함을 말하여 마침내 그 명령이 중지되고,
이후 의빈이 다시 장가들지 못한다는 법을 정하였다.— 《숙종실록》 12권,
숙종 7년(1681년 청 강희(康熙) 20년) 7월 12일 (계해)

숙종은 이후 아내를 잃은 국왕의 부마는 재혼할 수 없다는 법을 만들었다.
1670년(현종 10년), 1705년(숙종 31년), 1716년(숙종 42년)에 세 차례에 걸쳐 청나라에 다녀왔다.
1689년(숙종 15년), 기사환국 당시 숙종은 김육의 증손자이자 김석주의 아들인 김도연(金道淵)을 처형하려 하였는데, 김도연은 정재륜과 숙정공주 부부의 사위였다. 정재륜은 사위인 김도연이 죽음을 면할 수 없음을 알고 자살할 것을 권하여 김도연은 독약을 먹고 자살하였다.
1723년(경종 3년) 2월 8일 졸하였다.
동평위 정재륜의 졸기

동평위(東平尉) 정재륜이 졸(卒)하니, 나이 76세였다.
임금이 특별히 그의 죽음을 가엾이 여기는 교지를 내리고 관판을 하사하였다.
이어 해조에 명하여 제수와 예장을 청평위(靑平尉, 심익현)의 예(例)에 의하여 거행하게 하였다.
정재륜은 고(故) 명상(名相) 정태화(鄭太和)의 아들로 효종(孝宗)의 부마이다.
기국이 준위(俊偉)하고 또 계책과 사려가 있었으며
분수 밖의 일체의 분화한 풍습을 극력 제거하고 검약을 힘써 숭상하였다.
따로 초옥(草屋)에서 거처하면서 그 의복이 한결같이 검소하고 의젓하여
모든 부마에게 존경하고 본받는 바 되었다.
4조(효종 · 현종 · 숙종 · 경종)를 내리 섬겼고, 국조(國朝)의 고실(故實)을 많이 알아
사람들이 많이 질문하여 의혹을 풀기도 하였고, 조정의 사대부도 또한 의지하고 중히 여겼다.
그러나 처사가 괴상하여 교정(矯情)에 가까운 것들이 많았으며,
남의 은미한 일을 살피기를 좋아하는 것을 능사로 삼았으므로,
사람들이 이것을 그의 병통으로 여겼다.— 《경종실록》 11권,
경종 3년(1723년 청 옹정(雍正) 1년) 2월 8일 (무오)

그가 쓴 대표적인 저서로는 왕의 부마로서 궁중에 출입하며 보고 들은 이야기를 기록한 《공사견문록(公私見聞錄)》과 그밖에 《한거만록(閑居漫錄)》, 《동평기문(東平記聞)》 등이 있다.

## 가족 관계
| - 조부 : 정광성(鄭廣成, 1576 ~ 1654) - 조모 : 창원 황씨(昌原 黃氏, 1579 ~ 1649) - 황근중(黃謹中)의 딸 - 아버지 : 정태화(鄭太和, 1602 ~ 1673) - 외조부 : 민선철(閔宣哲, ? ~ 1628) - 유효립의 옥사에 연루되어 사망 - 외조모 : 김해 김씨(金海 金氏) - 어머니 : 여흥 민씨(驪興 閔氏, 1605 ~ 1671) | - 아내 : 숙정공주(淑淨公主, 1646 ~ 1668) - 효종과 인선왕후의 다섯째 딸 - 아들 : 정효선(鄭孝先, 1663 ~ 1680) - 며느리 : 여주 이씨(驪州 李氏) - 이만휘(李萬徽)의 딸 - 딸 : 정씨(鄭氏) - 사위 : 김도연(金道淵, 1664 ~ 1689) - 김좌명의 손자이며 김석주의 아들 |